# Szumsko
Szumsko – wieś w Polsce położona w województwie świętokrzyskim, w powiecie kieleckim, w gminie Raków.
W latach 1975–1998 miejscowość położona była w województwie kieleckim. 

## Części wsi
| SIMC    | Nazwa       | Rodzaj    |
| ------- | ----------- | --------- |
| 0266070 | Laski       | część wsi |
| 0266086 | Leonów      | część wsi |
| 0266092 | Podzalesie  | część wsi |
| 1017155 | Psikora     | część wsi |
| 0266117 | Wilcza Góra | część wsi |

## Zabytki
- Kościół pw. Świętego Stanisława Biskupa wzniesiony w 1637 roku; kaplice Niepokalanego Poczęcia NMP i Świętego Antoniego Padewskiego; na ołtarzu głównym obraz przedstawiający wskrzeszenie Piotrowina[6].

Wpisany do rejestru zabytków nieruchomych (nr rej.: A.459 z 26.01.1957).

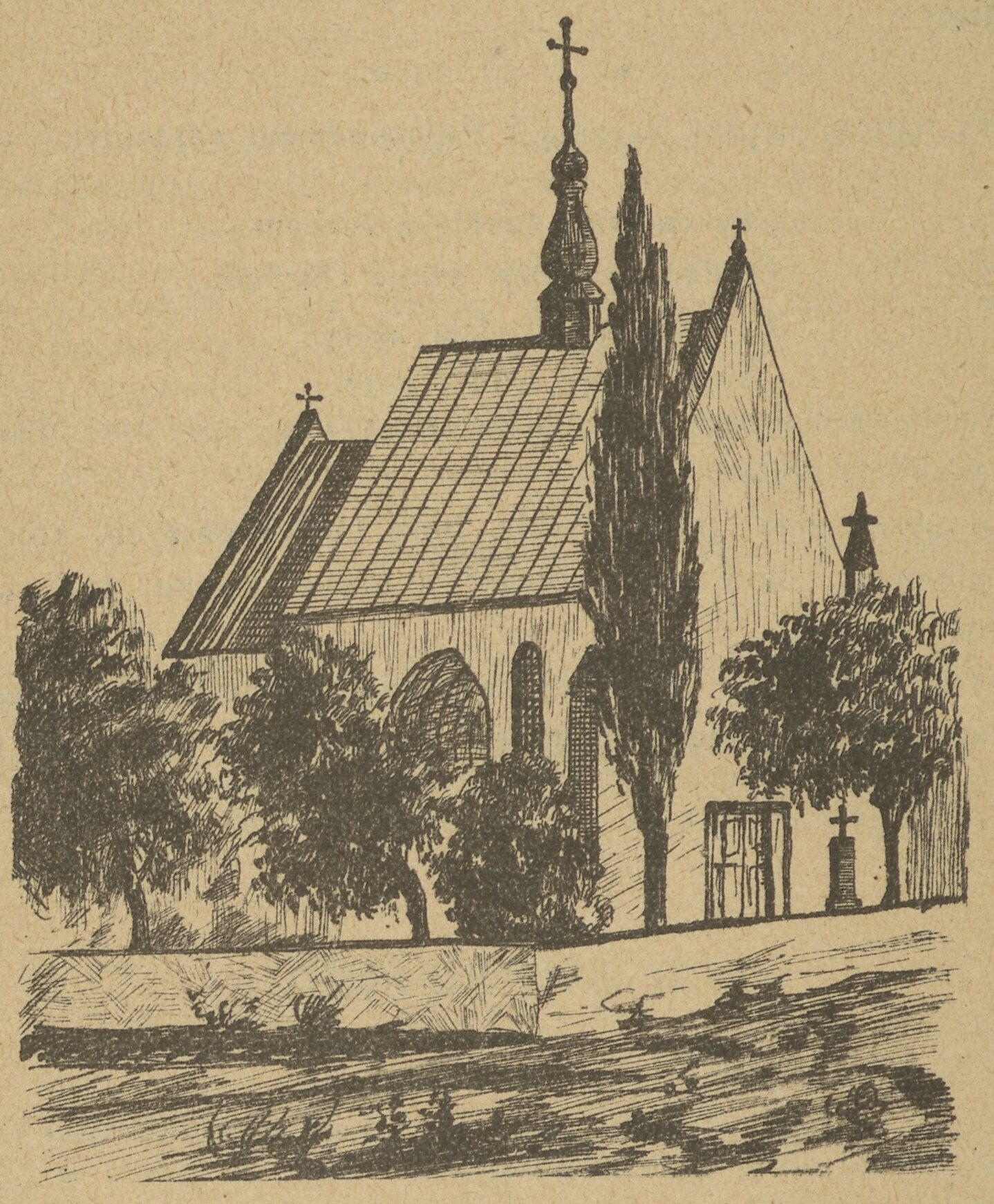
Kościół przed 1907